# Olympische Winterspiele 1988/Teilnehmer (Mexiko)
| Gelbes Symbol für Goldmedaillen mit stilisierten Olympischen Ringen | Graues Symbol für Silbermedaillen mit stilisierten Olympischen Ringen | Braundes Symbol für Bronzemedaillen mit stilisierten Olympischen Ringen |
| ------------------------------------------------------------------- | --------------------------------------------------------------------- | ----------------------------------------------------------------------- |
| —                                                                   | —                                                                     | —                                                                       |

Mexiko nahm an den Olympischen Winterspielen 1988 im kanadischen Calgary mit einer Delegation von elf Athleten, zehn Männer und eine Frau, teil.

## Flaggenträger
Der Eiskunstläufer Riccardo Olavarrieta trug die Flagge Mexikos während der Eröffnungsfeier im McMahon Stadium.

## Teilnehmer nach Sportarten

### Bob
Zweierbob:
- Jorge Tamés / José Tamés (MEX I)
36. Platz
- Luis Adrián Tamés / Roberto Tamés (MEX II)
37. Platz

### Eiskunstlauf
| Damen: - Diana Encinas 30. Platz | Herren: - Riccardo Olavarrieta 27. Platz |

### Ski Alpin
Herren:
- Alex Christian Benoit
Super G: 49. Platz
Riesenslalom: 57. Platz
Slalom: 37. Platz
- Hubertus von Hohenlohe
Abfahrt: 43. Platz
Super G: 42. Platz
Riesenslalom: 52. Platz
Slalom: 30. Platz
Kombination: DNF
- Patrice Martell
Super G: 53. Platz
Riesenslalom: DNF
- Carlos Pruneda
Riesenslalom: DNF
Slalom: DNF

### Ski Nordisch

#### Langlauf
Herren:
- Roberto Alvárez
15 km: 84. Platz
30 km: 85. Platz
50 km: 61. Platz